# Leonardus Goyaerts
Leonardus Johanssen Goyaerts (ook: L. Goyaerts) (1852-1918) was een Tilburgs architect.
Goyaerts is vooral bekend als ontwerper van kloosters in neorenaissancestijl. Zo werkte hij mee aan het moederhuis van de Zusters van Liefde van Tilburg aan de Oudedijk 1 te Tilburg (1890-1916). Ook was hij wethouder in Tilburg van 1896-1918.